# William Conrad

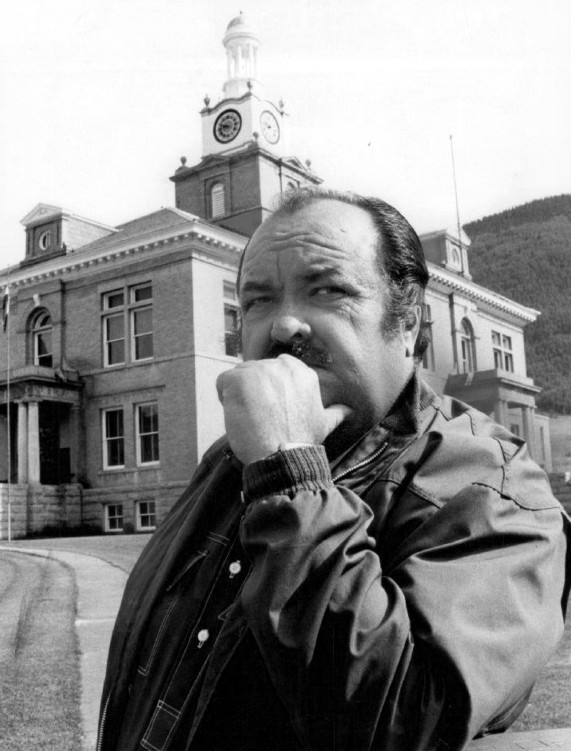
William Conrad w serialu Cannon (1972)

William Conrad, właśc. John William Cann (ur. 27 września 1920 w Louisville, zm. 11 lutego 1994 w Los Angeles) – amerykański aktor, reżyser i producent filmowy. Odtwórca roli prokuratora Jasona Lochinvara McCabe’a w serialu kryminalnym CBS Gliniarz i prokurator (1987–1992).

## Życiorys

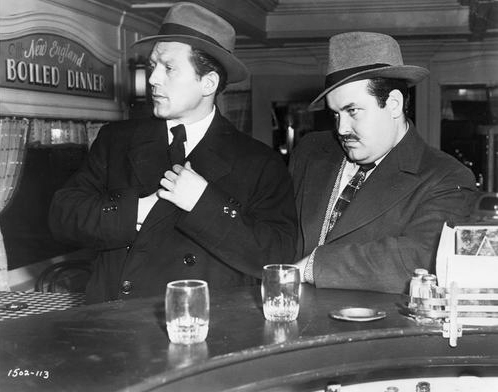
Charles McGraw i William Conrad w filmie Zabójcy (1946)

Urodził się w Louisville w Kentucky jako syn Idy Mae Upchurch i Johna Williama Canna Seniora, właściciela teatru. Rodzina przeniosła się do Południowej Kalifornii, gdzie uczęszczał do liceum Excelsior Union High School w Norwalk. Studiował na wydziale teatru i literatury w Fullerton College w Fullerton w hrabstwie Orange w Kalifornii, a następnie rozpoczął karierę jako spiker, scenarzysta i reżyser w stacji radiowej KMPC w Los Angeles. 
Obdarzony charakterystycznym niskim głosem, już pod koniec lat 30. rozpoczął pracę w radiu. W czasie II wojny światowej służył jako pilot myśliwski. W dniu, w którym otrzymał stopień oficerski w 1943 w Luke Field, poślubił June Nelson z Los Angeles. Odszedł ze służby United States Army Air Forces w stopniu kapitana i jako producent–dyrektor służby American Forces Network.
Po wojnie powrócił do pracy radiowej i zyskał uznanie dzięki rolom w licznych słuchowiskach, szczególnie jako marshal Matt Dillon w seryjnym westernie rozgłośni CBS Gunsmoke (1952–1962). Ubiegał się o tę rolę również w wersji telewizyjnej Strzały w Dodge City, ale przyznano ją Jamesowi Arnessowi ze względu na otyłość Conrada. Był reżyserem dwóch odcinków – „Panaceum Sykesa” (1963) i „Kapitan Sligo” (1971).
Poza radiem grał w filmach fabularnych, zazwyczaj w rolach drugoplanowych budzących grozę, w tym jako jeden z rewolwerowców wysłanych w celu wyeliminowania Burta Lancastera w dramacie kryminalnym noir Roberta Siodmaka Zabójcy (The Killers, 1946), dramacie sportowym Roberta Rossena Ostatnia runda (Body and Soul, 1947), dreszczowcu Anatole’a Litvaka Przepraszam, pomyłka (Sorry, Wrong Number, 1948) i horrorze Naga dżungla (The Naked Jungle, 1954).
Od lat 60. był związany z telewizją. Początkowo był głównie narratorem i podkładał głos w filmach animowanych, m.in. postaci Denethora w animowanej wersji Powrotu króla Tolkiena (1980). 
Od 14 września 1971 do 3 marca 1976 grał rolę detektywa Franka Cannona w serialu kryminalnym CBS Cannon, za którą był nominowany dwukrotnie do Złotego Globu (1972, 1973) i dwukrotnie do nagrody Emmy (1973, 1974), a w 1975 otrzymał nagrodę Bambi. W 1981 wystąpił w roli tytułowego detektywa w serialu kryminalnym NBC Nero Wolfe. Od 13 grudnia 1990 do 6 maja 1992 wcielił się w rolę Jasona McCabe’a, zrzędliwego, niechlujnego byłego policjanta, który został prokuratorem okręgowym Honolulu, ze słabością do hawajskich koszul i czapek baseballowych, w serialu kryminalnym CBS Gliniarz i prokurator (Jake and the Fatman). Z biegiem lat nadmierna tusza coraz bardziej utrudniała aktorowi życie.
Był trzykrotnie żonaty. 12 kwietnia 1943 zawarł związek małżeński z June Nelson, z którą się rozwiódł w 1957. W 1957 poślubił byłą modelkę Susan Randall, z którą miał syna Christophera. 13 kwietnia 1979 Susan Randall zmarła na raka piersi w wieku 50 lat. 1 maja 1980 ożenił się z Tipton „Tippy” Stringer, pionierkę radiofonii i wdową po prezenterze NBC Checie Huntleyu. Pomagała mu w zarządzaniu karierą podczas ich 14–letniego małżeństwa.
Zmarł 11 lutego 1994 w Los Angeles na atak serca w wieku 73 lat. 
W 1997 wpisano go do Hall of Fame Radia Amerykańskiego w Chicago.

## Filmografia

### Filmy
- 1946: Zabójcy (The Killers) jako Max
- 1947: Ostatnia runda (Body and Soul) jako Quinn
- 1948: Przepraszam, pomyłka (Sorry, Wrong Number) jako Morano
- 1948: Joanna d’Arc jako Guillaume Erard
- 1949: Any Number Can Play jako Frank Sistina
- 1952: Samotna gwiazda (Lone star) jako Tom Crockett
- 1956: Zdobywca (The Conqueror) jako Kasar
- 1962: Gorath jako narrator
- 1965: Bitwa o Ardeny (Battle of the Bulge) jako narrator
- 1965: Odliczanie (Countdown) jako prezenter telewizyjny
- 1970: Chisum jako narrator
- 1980: Powrót króla (The Return of the King: A Story of the Hobbits, TV) jako Lord Denethor (głos)
- 1991: Hudson Hawk jako narrator

### Seriale
- 1959–1961: Rocky, Łoś Superktoś i przyjaciele (Rocky and His Friends) jako narrator
- 1963: Alfred Hitchcock przedstawia (Alfred Hitchcock Presents) jako sierżant Cresse
- 1963–1967: Ścigany (The Fugitive) jako narrator
- 1973: Strzały w Dodge City (Gunsmoke) jako narrator
- 1973–1975: Barnaby Jones jako Frank Cannon
- 1977–1978: Jak zdobywano Dziki Zachód (How the West Was Won) jako narrator
- 1982: Police Squad! jako zadźgany mężczyzna
- 1984: Napisała: Morderstwo (Murder, She Wrote) jako major Anatole Karzof
- 1986: Matlock jako D. A. James L. McShane
- 1987–1992: Gliniarz i prokurator (Jake and the Fatman) jako Jason Lochinvar „Prokurator” McCabe